# Francisco José Ayala
Francisco José Ayala Pereda (12 de março de 1934 – 5 de março de 2023) foi um biólogo e filósofo espanhol naturalizado estadunidense.
Professor da Universidade da Califórnia em Irvine, foi padre dominicano, ordenado em 1960, abandonando o sacerdócio no mesmo ano.

## Morte
Ayala morreu em 5 de março de 2023, aos 88 anos.

## Livros
Ayala publicou 950 artigos e 30 livros. Dentre seus livros publicados recentemente estão:
- Ayala, F.J. Am I a Monkey: Six Big Questions About Evolution. Johns Hopkins University Press: Baltimore, MD, EUA 2010.
- Ayala, F.J. e Robert Arp, eds. Contemporary Debates in Philosophy of Biology. Wiley-Blackwell: Londres, 2009. ISBN 978-1-4051-5998-2
- Avise, J.C. e F.J. Ayala, eds. In the Light of Evolution: Adaptation and Complex Design. National Academy Press: Washington, DC. 2007. ISBN 978-0-309-10405-0
- Cela Conde, C.J. eF.J. Ayala. Human Evolution. Trails from the Past. Oxford University Press: Oxford, 2007.
- Ayala, F.J. Darwin e el Diseño Inteligente. Creacionismo, Cristianismo y Evolución. Alianza Editorial: Madri, Espanha, 231 pp. 2007.
- Ayala, F.J. Darwin’s Gift to Science and Religion. Joseph Henry Press: Washington, DC, xi + 237 pp. 2007
- Ayala, F.J. La Evolución de un Evolucionista. Escritos Seleccionados. University of Valencia: Valencia, Spain, 441 pp. 2006. ISBN 84-370-6526-7
- Ayala, F.J. Darwin and Intelligent Design. Fortress Press: Minneapolis, MN, xi + 116 pp. 2006.
- Ayala, F.J. e C.J. Cela Conde. La piedra que se volvió palabra. Las claves evolutivas de la humanidad. Alianza Editorial: Madri, Espanha. 184 pp. 2006 ISBN 84-206-4783-7
- Hey, J., W.M. Fitch e F.J. Ayala, eds. Systematics and the Origin of Species. On Ernst Mayr’s 100th Anniversary. National Academies Press: Washington, DC. xiii + 367 pp. 2005 ISBN 0-309-09536-0
- Wuketits, F.M. e F.J. Ayala, eds. Handbook of Evolution: The Evolution of Living Systems (Including Hominids), Volume 2. Wiley-VCH: Weinheim, Germany. 292 pp. 2005. ISBN 978-3-527-61971-9
- Ayala, F.J. Le Ragioni dell’ Evoluzione. Di Renzo Editore: Roma. 109 pp. 2005.
- Ayala, F.J. Human Evolution: Biology, Culture, Ethics. In: J.B. Miller, ed., The Epic of Evolution. Science and Religion in Dialogue (Pearson Education, Inc.: Upper Saddle River, Nova Jersey), pp. 166-180. 2004.